# Aletheia (maison d'édition)
Aletheia (en cyrillique: Алетейя) est une maison d'édition russe fondée en 1992 et dont le siège est à Saint-Pétersbourg. Elle est spécialisée dans les sources historiques de l'histoire mondiale et de l'histoire de la Russie, dans la littérature classique russe ou étrangère, dans l'étude des religions, de la philosophie, ainsi que dans les travaux les plus modernes concernant les disciplines des humanités et des sciences humaines. Elle est dirigée par I. A. Savkine, son cofondateur (avec O. L. Abychko).

## Collections
- Античная библиотека (Bibliothèque antique)
- Византийская библиотека (Bibliothèque byzantine)[3]
- Античное христианство (Christianisme antique)
- Библиотека Средних веков (Bibliothèque du Moyen Âge)
- Гендерные исследования (Études du gender)
- Русское зарубежье (Les pays de l'étranger russe)
- Gallicinium
- Pax Britannica
- Петербургская серия  (Série pétersbourgeoise)
- Библиотека Ренессансной культуры (Bibliothèque de la culture de la Renaissance)

## Adresse
- Rue 9e Sovietskaïa, n°4 o. 304, Saint-Pétersbourg